# Дом, где проводил свою работу 1-й уездный комитет партии 1919 года
Дом, где проводил свою работу 1-й уездный комитет партии 1919 года — памятник истории местного значения в Соснице. 

## История
Решением исполкома Черниговского областного совета народных депутатов трудящихся от 31.05.1971 № 286 присвоен статус памятник истории местного значения с охранным № 1755 под названием Дом, где проводил свою работу 1-й уездный комитет партии 1919 года.
Приказом Департамента культуры и туризма, национальностей и религий Черниговской областной государственной администрации от 12.11.2015 № 254 памятник истории рекомендован к снятию с государственного учёта.

## Описание
Дом построен в конце 19 века. Одноэтажный, деревянный на кирпичном фундаменте дом площадью 15 м².
В 1919 года здесь проводил свою работу 1-й уездный комитет партии, который возглавлял бывший комиссар Черноморского флота В. В. Романец.
В 1980-е годы здесь размещался цех районного бытового комбината. 